# Castro de La Horma
El castro de La Horma se encuentra situado en Santa Cruz de Campezo, la construcción de este lugar se remonta a los comienzos de la Edad del Hierro, hacia el siglo IX a. C., siendo uno de los asentamientos habitados más antiguos del este de Álava. La Horma, cuyo nombre hace referencia a los restos de una muralla que defendía a la población, se sitúa en una posición dominante sobre la cuenca del río Ega, un corredor natural que facilitaba el paso y la comunicación entre diferentes áreas. Este castro  jugó un papel importante en el control visual de la cuenca del Ega, un corredor natural de antiguas rutas en dirección este-oeste. La interconexión visual entre este y otros castro de la zonas ( Castro de El Muro, Castro de Cividad y Castro Trincheras de los Moros) sugiere que formaban parte de una red defensiva que permitía la comunicación mediante señales.
La muralla de La Horma, de forma semicircular, se construyó en los puntos donde el terreno era más vulnerable, con una estimación de 3 metros de anchura y 755 metros de longitud, aunque actualmente se conserva un derrumbe de esta estructura de unos 200 metros de longitud y unos 3 metros de ancho. Este sistema defensivo rodeaba un recinto de aproximadamente 12.600 metros cuadrados, delimitado por sus defensas y con un perímetro de 455 metros.
La vida en el Castro de La Horma y en otros castros prehistóricos de la región se prolongó hasta la época romana, momento después del cual estos lugares fueron abandonados y cayeron en el olvido, aunque la toponimia y las investigaciones arqueológicas han permitido redescubrir y valorar su importancia histórica. 